# The Wretched; The Ruinous
The Wretched; The Ruinous – ósmy album studyjny amerykańskiej grupy muzycznej Unearth, wydany 5 maja 2023 nakładem Century Media Records. 

## Utwory
1. "The Wretched; The Ruinous" – 4:20
2. "Cremation Of The Living" – 3:20
3. "Eradicator" – 3:28
4. "Mother Betrayal" – 3:32
5. "Invictus" – 3:45
6. "Call Of Existence" – 3:33
7. "Dawn Of The Militant" – 2:57
8. "Aniara" – 0:57
9. "Into The Abyss" – 3:24
10. "Broken Arrow" – 2:51
11. "Theaters Of War" – 4:49

## Twórcy
Skład zespołu
- Trevor Phipps – śpiew
- Buz McGrath – gitara
- Peter Layman – gitara, śpiew wspierający
- Mike Justian – perkusja, śpiew wspierający
- Chris O'Toole – gitara basowa

Udział innych
- Will Putney – miksowanie, mastering, inżynieria
- Steve Seid – inżynieria dodatkowa
- Alexandre Goulet – szata graficzna

## Informacje
- Była to pierwsza płyta nagrana bez udziału Kena Susiego[3].
- Tematycznie materiał stanowi album koncepcyjny i dotyczy katastrofy ekologicznej oraz dewastacji środowiska[3].
- Tekst utworu "Mother Betrayal" stanowi ekologiczne ostrzeżenie[4].